# اچ‌ام‌اس تیریان (آر۶۷)
اچ‌ام‌اس تیریان (آر۶۷) (به انگلیسی: HMS Tyrian (R67)) یک کشتی بود که طول آن ۳۳۹ فوت ۶ اینچ (۱۰۳٫۴۸ متر) بود. این کشتی در سال ۱۹۴۲ ساخته شد.